# Richard Russell
Ricardo Russel (em inglês:  Richard Russell, Berkshire, c. 1630 - Viseu, 15 de novembro de 1693) foi um prelado inglês da Igreja Católica, bispo de Portalegre e de Viseu.

## Biografia
Era de humilde posição, e aos doze anos passou a ser serviçal do Dr. Edward Daniel, recém-nomeado Presidente do English College of Lisbon. Cinco anos depois, tendo aplicado seu tempo livre para estudar, foi admitido como aluno do colégio e prestou juramento em 14 de agosto de 1647. Em 1653 foi para o English College of Douai, e daí para Paris, onde foi ordenado padre.
Em 1655 voltou a Lisboa como procurador, mas dois anos depois foi convocado pelo Capítulo à Inglaterra, onde passou três anos como capelão do embaixador português. No regresso a Portugal recebeu da Rainha Luísa de Gusmão o título de sumilher da princesa Catarina de Bragança, e uma pensão, pelos seus serviços prestados à Coroa de Portugal. Pouco depois, retornou à Inglaterra por conta de negócios relacionados com o tratado de casamento de Carlos II e Catarina de Bragança, e nesta ocasião foi eleito cônego do Capítulo Inglês, em 26 de junho de 1661. Ao que parece, foi indicado a ser bispo de Santiago de Cabo Verde, mas recusou o convite.
O capítulo inglês esperava que ele fosse consagrado bispo de uma sé portuguesa e que então ele voltasse para a Inglaterra, renunciasse à sua diocese e se tornasse chefe do clero inglês com poderes episcopais, pois os católicos ingleses há muito tempo estavam sem um bispo residente e não tinham nenhum superior episcopal desde a morte do bispo Richard Smith, vigário apostólico emérito da Inglaterra e Gales, em 1655. Este plano, entretanto, não deu certo, e quando Russell foi persuadido a aceitar a sé de Portalegre em 1671, ele decidiu permanecer em sua diocese.
Teve a bula de nomeação expedida pelo Papa Clemente X em 1 de julho de 1671, foi consagrado em 27 de setembro de 1671, no English College of Lisbon, por Dom Veríssimo de Lencastre, arcebispo de Braga, coadjuvado por Dom Francisco Barreto, bispo do Faro e por Dom João de Melo, bispo de Elvas.
Vencendo a primeira oposição do seu clero a um bispo estrangeiro, passou dez anos em zeloso e apostólico trabalho e efetuou uma reforma completa da diocese. Em 1673, concedeu a licença para a construção do Convento dos Agostinhos (concluído em 1683), para o qual doou a Igreja de Santa Maria a Grande e edifícios anexos.
Em 10 de setembro de 1685, foi transferido para a Diocese de Viseu. Durante sua administração pastoral, estabeleceu a Congregação do Oratório na sua jurisdição e realizou um Concílio Diocesano, que determinou a reforma das constituições e expôs quatro máximas doutrinais sobre a eternidade da alma, do paraíso, do corpo e do inferno, máximas essas que foram mais tarde impressas e distribuídas aos párocos para que as lessem aos seus paroquianos.
Morreu em 15 de novembro de 1693, na Quinta do Fontelo, em Viseu, e foi sepultado na capela-mor da Sé de Viseu.